# Alyssa D'Incà

a Compétitions nationales et continentales officielles uniquement.

b Matchs officiels uniquement.
Alyssa D'Incà , née le 23 mars 2002 à Belluno (Italie), est une joueuse internationale italienne de rugby à XV évoluant aux postes de centre ou d'ailier.

## Biographie
Alyssa D'Incà commence la pratique du rugby à XV à cinq ans au club de l'Alpago. À l'âge de seize ans, elle rejoint le club de Villorba Rugby et fait ses débuts en équipe première en 2020. Polyvalente, elle peut jouer demi de mêlée.[réf. nécessaire]
Elle fait ses débuts en équipe d'Italie lors du Tournoi des Six Nations 2021, contre l'Angleterre. Elle fait partie du groupe qui qualifie l'Italie pour la Coupe du Monde 2021, qu'elle dispute également.[réf. nécessaire]
En août 2023, elle est convoquée pour disputer la première édition du WXV qu'elle joue au poste d'ailière.
Début 2024, elle fait partie des joueuses mises sous contrat par la Fédération italienne. À l'issue du Tournoi des Six Nations, elle est nommée pour le titre de meilleure joueuse de la compétition et est élue dans l'équipe type,. Au mois de mai, elle remporte le Championnat d'Italie avec son club face au Valsugana Padoue. Durant le match, elle se blesse à la main et doit subir une opération qui lui fait rater le WXV.[réf. nécessaire]
En 2024-2025, Alyssa D'Incà revient en équipe d'Italie à l'occasion du Six Nations 2025. Avec son club, elle remporte à nouveau le titre national.

## Palmarès

### En club
- Finaliste du Championnat d'Italie en 2022 et 2023.
- Vainqueur du Championnat d'Italie en 2024 et 2025.

### Distinctions personnelles
- Meilleur marqueuse du Championnat d'Italie en 2023 (33 essais) et 2025 (20 essais).
- Membre de l'équipe type du Tournoi des Six Nations en 2024[9].
- Meilleure joueuse du Championnat d'Italie en 2024[10].